# Callinapaea aldrichi
Callinapaea aldrichi är en tvåvingeart som först beskrevs av Sturtevant och Wheeler 1954.  Callinapaea aldrichi ingår i släktet Callinapaea och familjen vattenflugor. Inga underarter finns listade i Catalogue of Life.